# Pala de la Berruga
La Pala de la Berruga és una pala del terme de Conca de Dalt, al Pallars Jussà, dins de l'antic terme d'Hortoneda de la Conca, en territori de l'antic poble d'Herba-savina.
Està situada a sota i al nord-oest de l'Obaga d'Herba-savina, a ponent de l'extrem meridional del Serrat de l'Oriol i al damunt, sud-est, del Clot del Todó, al vessant septentrional del Gallinova.